# Нейе, Фридрих Фридрихович
Фридрих Фридрихович Нейе (Фридрих-Христиан, 1797—1886) — филолог, ординарный профессор, декан историко-филологического факультета и ректор Дерптского университета, действительный статский советник.

## Биография
Сын скорняка. Изучал древнеклассическую филологию в Берлинском университете (преимущественно у Августа Бека), а по окончании курса со степенью доктора философии работал старшим учителем древних языков в Шулпфорте. В январе 1831 советом Дерптского университета был избран ординарным профессором истории литературы, древнеклассической филологии и педагогики. По причине эпидемии холеры, свирепствовавшей как в России, так и в Германии, Нейе прибыл в Дерпт только в октябре того же года.
Во время своей службы в Дерптском университете Нейе занимал должность члена училищной комиссии (1831—1837), должность члена университетского апелляционного и ревизионного суда в 1832, должность члена цензурного комитета (1843—1851).
Избирался на должность декана историко-филологического факультета (1836—1838, 1842—1850). Ректор Дерптского университета (с 21.12.1835—1838, 1842—1850).
Выполнил перевод надписи для аттика Московских ворот в Санкт-Петербурге.
Член-корреспондент Санкт-Петербургской Академии наук c 02.12.1848 по историко-филологическому отделению (разряд классической филологии и археологии).
Награды:
- дарение бриллиантовых перстней по Высочайшему приказу (1835 и 1837);
- объявление Высочайшево благоволения за участие в обучении воспитанников профессорского института (неоднократно).

Произведён в чин действительного статского советника (1848). По выслуге 25 лет Нейе в 1856 был избран советом университета на следующее пятилетие. В 1861 по выслуге 30 лет был уволен в отставку.